# Nuestra Canción
"Nuestra Canción" é um single da banda colombiana Monsieur Periné com a participação de Vicente García, do álbum de estúdio Caja de Música (2015). Em outubro de 2021, a música ganhou popularidade devido ao seu uso em uma edição do Pernalonga vestido com roupas de mulher, o que levou ao seu uso generalizado no aplicativo de compartilhamento de vídeo TikTok, recebendo mais de 12 milhões de visualizações no mês.

## Popularidade
Embora o single tenha sido lançado em abril de 2015, devido ao seu uso generalizado no aplicativo TikTok, a música se tornou um sucesso e se tornou popular em outubro de 2021.

## Videoclipe
O videoclipe foi lançado no YouTube em 7 de abril de 2016. Foi filmado próximo ao reservatório de Neusa, na região de Cundinamarca, na Colômbia, e foi dirigido por Christian Schmid Rincon. O vídeo mostra um festival de flores.

## Tabelas musicais
| Tabela (2021)                              | Posição |
| ------------------------------------------ | ------- |
| Estados Unidos (Billboard Hot Latin Songs) | 13      |